# تي. إم. رايت
تي. إم. رايت (بالإنجليزية: T. M. Wright)‏ (9 سبتمبر 1947، سيراكيوز في الولايات المتحدة - 31 أكتوبر 2015، كورنينغ في الولايات المتحدة)؛ روائي أمريكي.